# قائمة البعثات الدبلوماسية في كيريباتي

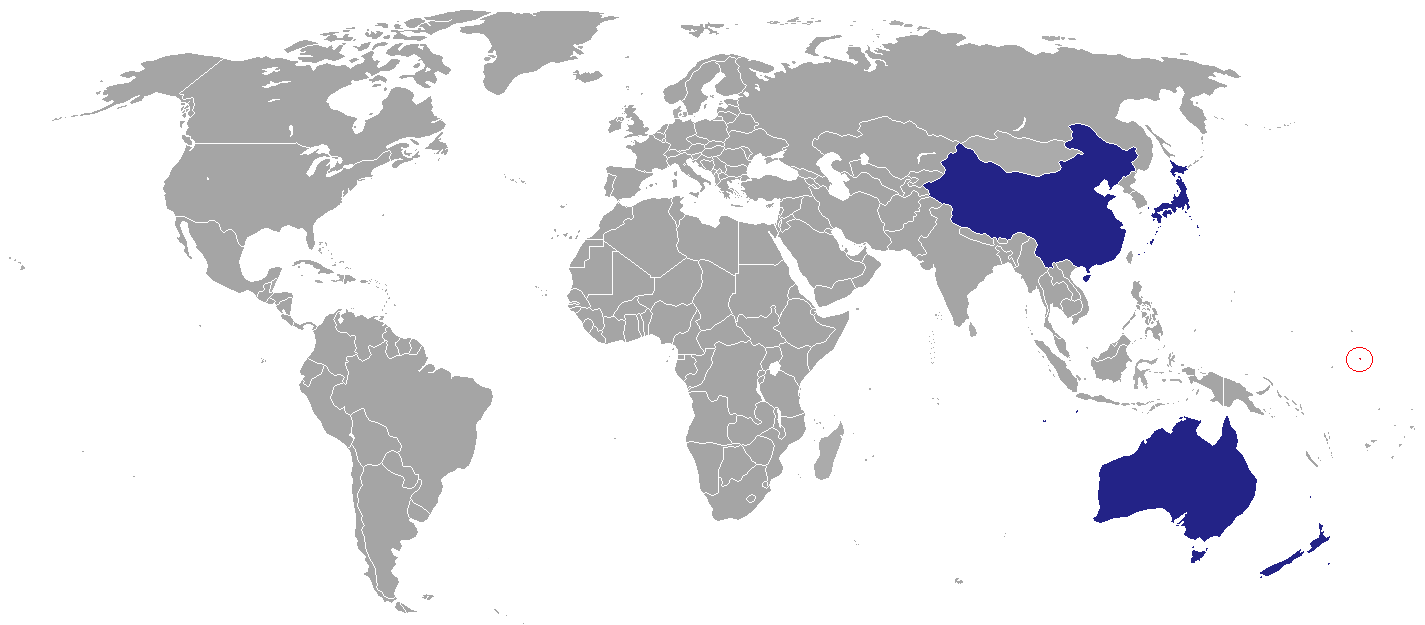
البعثات الدبلوماسية في كيريباتي

هذه قائمة بالبعثات الدبلوماسية في كيريباتي . العاصمة جنوب تاراوا تستضيف لجنتين رفيعتين وسفارة واحدة. والقنصليات الأجنبية من جميع أنحاء العالم الموجودة في كيريباتي وكذلك السفارات والقنصليات وممثليات كيريباتي الأخرى في جميع أنحاء العالم. هناك حوالي 3 سفارات أجنبية وقنصلية واحدة في أراضي كيريباتي.
كيريباتي نفسها في إجمالي التعداد بالقرب من 0 سفارة و 12 قنصلية منتشرة في جميع أنحاء العالم.

## السفارات / المفوضيات العليا فيجنوب تاراوا
| - أستراليا - الصين - نيوزيلندا |

## سفارات سابقة / مفوضيات عليا
- تايوان (أغلقت في 2019)[3]
- المملكة المتحدة (أغلقت في 2004)

## السفارات غير المقيمة5
- النمسا (كانبرا)
- بلجيكا (كانبرا)
- البرازيل (ويلينغتون)
- كندا (ويلينغتون)
- كولومبيا (طوكيو)
- كوبا (سوفا)
- جمهورية التشيك (كوالالمبور)
- الدنمارك (سنغافورة)
- إستونيا
- فنلندا (كانبرا)
- فرنسا (سوفا)
- جورجيا (كانبرا)
- ألمانيا (ويلينغتون)
- اليونان (كانبرا)
- إندونيسيا (سوفا)
- الهند (سوفا)
- أيرلندا (نيويورك)
- إسرائيل (القدس)
- إيطاليا (ويلينغتون)
- اليابان (سوفا)
- ليسوتو (Tokyo)
- ماليزيا (سوفا)
- المكسيك (كوالالامبور)
- المغرب (كانبرا)
- هولندا (ويلينغتون)
- النرويج (كانبرا)
- الفلبين (مرفئ مويسبي)
- بولندا (كانبرا)
- البرتغال (كانبرا)
- رومانيا (كانبرا)
- روسيا (جاكرتا)
- صربيا (كانبرا)
- جنوب إفريقيا (كانبرا)
- كوريا الجنوبية (سوفا)
- إسبانيا (ويلينغتون)
- السويد (كانبرا)
- سويسرا (كانبرا)
- تركيا (كانبرا)
- المملكة المتحدة (سوفا)
- الولايات المتحدة (سوفا)
- الفاتيكان (ويلينغتون)
- الاتحاد الأوروبي (سوفا) (وفد الاتحاد الأوروبي لمنطقة المحيط الهادئ)